# Association pour la promotion du naturisme en liberté
Die Association pour la promotion du naturisme en liberté (APNEL) (deutsch Vereinigung zur freien Ausübung des Naturismus) ist eine französische Organisation, die sich für das Recht auf Nacktheit im öffentlichen Raum und die Förderung der Freikörperkultur einsetzt. Die Organisation hat ihren Sitz in Saulx-les-Chartreux.
Das französische Strafgesetzbuch (französisch Code pénal) schränkt öffentliche Nacktheit, abgesehen von dafür vorgesehenen Stränden oder Einrichtungen, stark ein. APNEL setzt sich dafür ein, überall in der Öffentlichkeit auch unbekleidet sein zu dürfen. Dazu werden Aktionen wie Nackt-Radtouren und Demonstrationen organisiert.